# Paschal Grousset
Jean François Paschal Grousset, född 7 april 1844, död 9 april 1909, var en fransk journalist och politiker.
Grousset var liberal journalist under kejsardömet, han duellerade 1870 med Pierre Bonaparte, vilken därvid dödade ett av Groussets vittnen, Victor Noir, en affär som på sin tid blev mycket uppmärksammad. Medlem av pariskommunen 1871, deporterades Grousset till Nya Kaledonien varifrån han rymde tillsammans med Rochefort. Han var deputerad som oberoende socialist för Paris 1893-1909. Grousset har under olika pseudonymer utgett ett stort antal böcker, bland annat ungdomslitteratur under pseudonymen André Laurie.